# Merionoeda uraiensis
Merionoeda uraiensis là một loài bọ cánh cứng trong họ Cerambycidae.